# 4521 Akimov
4521 Akimov (1979 FU2) là một tiểu hành tinh vành đai chính được phát hiện ngày 29 tháng 3 năm 1979 bởi Chernykh, N. S. ở Nauchnyj.